# Millicom
Millicom International Cellular S.A. är ett telekommunikations- och mediabolag med huvudkontor i Luxemburg som är verksamt på tillväxtmarknader främst under varumärket Tigo, som kommer från spanskans contigo, vilket betyder "med dig". Millicoms aktie är noterad på Nasdaq och bolaget ingick fram till november 2019 i Stenbecksfären.

## Historia
Millicom startades i ett försök av Jan Stenbeck att vidga Kinneviks verksamheter. Under sina år på Morgan Stanley hade han och några kolleger köpt upp en del av ett konkursförsatt bolag som sålde skrivare och bandstationer till den amerikanska militären. Bolaget döptes till Miltope, och det var ur detta bolag Stenbeck bildade Millicom. Med inspiration från tv-serien Get Smart såg han potentialen i mobiltelefoner och samtidigt experimenterades det med cellulärteknologi. Millicom fick en licens att bedriva forskning på området i North Carolina och blev därmed ett av de första företagen på marknaden. Men några egna basstationer utvecklades inte. I stället blev den tidiga affärsidén att köpa upp licenser i olika länder innan någon förstått värdet av dem. Man gick även ihop med bolaget Racal Electronic för att bilda Vodafone när det brittiska monopolet försvann i och med Margaret Thatcher.
Nuvarande Millicom skapades när Kinnevik-bolaget Comviq International slogs samman med amerikanska Millicom.

## Marknader
Millicom har verksamhet i nio latinamerikanska länder, där Colombia och Guatemala utgör de två största marknaderna sett till omsättning. Tidigare hade Millicom också verksamhet i flera afrikanska länder, bl.a. Ghana och Senegal.